# 汉斯·李斯特
汉斯·李斯特（Hans List，1896年4月30日—1996年9月10日），奥地利内燃机专家，李斯特内燃机及测试设备公司（AVL）创始人。

## 生平
李斯特出生于奥地利格拉茨，1920年、1924年先后获格拉茨工业大学（Technische Universität Graz）硕士、博士学位。1926年至1932年间前往中国，在同济大学任教，并任机械实验室主任。1932年回到奥地利，任教于母校格拉茨工业大学。1941年至1945年间，任德累斯顿工业大学教授。1946年，创办李斯特内燃机及测试设备公司。
李斯特是奥地利科学院院士（1962年），获得过奥地利工程师及建筑师联合会金质荣誉奖章（1952年）、奥地利金质功勋奖章（1958年）、奥地利银质大功勋奖章（1967年）、奥地利金质带星大奖章（1986年），并曾被授予格拉茨工业大学名誉教授（1963年）、同济大学名誉教授（1985年）称号。1996年以百岁高龄在格拉茨去世。